# Landesvereinigung für Gesundheit und Akademie für Sozialmedizin Niedersachsen
Die Landesvereinigung für Gesundheit und Akademie für Sozialmedizin Niedersachsen e.V. (LVG & AFS) ist ein gemeinnütziger, unabhängiger und landesweit arbeitender Fachverband für Gesundheitsförderung, Prävention und Sozialmedizin mit Sitz in Hannover. Geschäftsführer ist Thomas Altgeld.

## Ziele
Ziel des Vereins ist die Schaffung einer landesweiten Plattform, die ein koordiniertes, themen- und zielgruppenspezifisches Vorgehen in Gesundheitsversorgung, -förderung und Prävention sowie in der Sozialmedizin ermöglicht. Orientiert am aktuellen Wissenstand werden neue Impulse für Praxis, Forschung und Politik gesetzt, Transparenz über bestehende Angebote vermittelt und das Auftreten von Doppelstrukturen vermieden. Die Vernetzung von wesentlichen Akteuren auf Landesebene ist dabei ein wesentliches Kernanliegen.

## Organisationsstrukturen
Der Verein setzt sich aus den Vereinsmitgliedern, dem Vorstand und den hauptamtlich tätigen Mitarbeitern zusammen. Der Gruppe der Vereinsmitglieder gehören dabei mehr als 70 Akteure aus Institutionen des Gesundheits-, Sozial- und Bildungswesens sowie Initiativen und Einzelpersonen an. Sie wählen einen Vorstand, der die Bandbreite des Mitgliederspektrums widerspiegelt.
Die Geschäftsstelle ist interdisziplinär mit Fachleuten aus den Bereichen Pflege- und Gesundheitswissenschaften, Psychologie, Pädagogik, Soziologie, Gerontologie, Wirtschaftswissenschaften, Krankenversicherung, Raumplanung und Verwaltung besetzt. Sie arbeiten ausgehend von einem ganzheitlichen sozialökologischen Gesundheitsverständnis intensiv mit Beschäftigten unterschiedlichster Institutionen aus dem Gesundheits-, Sozial-, Alten-, Jugend-, Bildungs- und Umweltbereich zusammen.
Die Vereinsarbeit wird aus Mitteln des Landes sowie anderen öffentlichen Mitteln auf Bundes- und EU-Ebene, projektgebundenen Zuwendungen anderer Träger, Mitgliedsbeiträgen, Teilnahmegebühren und Spenden finanziert.

## Aufgaben
Die Aufgaben erstrecken sich auf ein breites Spektrum unterschiedlicher Aktivitäten.
Auf der Landesebene werden die Handlungsfelder Prävention und Gesundheitsförderung koordiniert und zentrale Institutionen, Vereine, Verbände und Initiativen in diesen Bereichen themenspezifisch vernetzt.
Ein weiteres Tätigkeitsfeld besteht in der Entwicklung und Durchführung praxisbezogener Modellprojekte und Konzepte zur Prävention, Gesundheitsförderung und -versorgung. Diese sind am Themenansatz orientiert, setzen also in der Lebenswelt der Menschen an, in der Gesundheit entsteht und aktiv hergestellt wird. Insbesondere die Themen Kindertagesstätte, Schule und Hochschule, Betrieb und Kommune sind hierbei von Bedeutung.
Auch die Durchführung von Qualifizierungsangeboten für Professionelle und Multiplikatoren im Gesundheits-, Sozial- und Bildungsbereich zählt zum Aufgabenfeld der LVG & AFS. Sie werden in Form von Kongressen, Fachtagungen oder Fortbildungen angeboten und greifen sozialmedizinische Fragestellungen und aktuelle Themen aus dem Bereich der Gesundheitsförderung auf. Zudem thematisiert die LVG & AFS Gesundheit öffentlichkeitswirksam, indem sie Lobbyarbeit für ein breiteres Gesundheitsverständnis im Sinne der Ottawa Charta betreibt, Informationsmaterialien erstellt und die Fachzeitschrift „Impu!se für Gesundheitsförderung“ herausgibt sowie weitere themenspezifische Newsletter.

## Arbeitsschwerpunkte
Der Verein verfolgt gegenwärtig neun unterschiedliche Arbeitsschwerpunkte:

### Gesundheitsförderung in Erziehung und Bildung
Eines ihrer Tätigkeitsfelder besteht in der Unterstützung von Erziehungs- und Bildungseinrichtungen, sich zu gesundheitsförderlichen Institutionen weiterzuentwickeln. Auf diese Weise können Rahmenbedingungen für einen gesunden Lebensstil aller in diesen Einrichtungen Lernender, Arbeitender und Lebender geschaffen werden.

### Alter(n) und Gesundheit
In einem weiteren Arbeitsfeld beschäftigt sich der Verein mit den Auswirkungen des demographischen Wandels auf die Gesellschaft, die gesundheitlichen und pflegerischen Versorgungsstrukturen und das ehrenamtliche Engagement. In diesem Zusammenhang werden Lösungsansätze entwickelt. Auch die Förderung des Generationendialogs bildet in diesem Zusammenhang eine wichtige Aufgabe. 

### Soziale Lage und Gesundheit
Hier steht die Förderung gesundheitlicher Chancengleichheit sowie die Sensibilisierung der Fachöffentlichkeit für die Wechselwirkungen zwischen sozialer Lage und physischem und psychischen Wohlbefinden im Fokus. 

### Migration und Gesundheit
Der Arbeitsschwerpunkt „Migration und Gesundheit“ wurde eingerichtet, um die interkulturelle Öffnung von Gesundheits- und Pflegeeinrichtungen in Niedersachsen zu unterstützen und somit Menschen mit Migrationshintergrund einen verbesserten Zugang zu eröffnen.

### Gender und Gesundheit
Der Verein befasst sich außerdem mit dem Themenbereich Gender und Gesundheit, indem Maßnahmen zur Frauen- und Mädchengesundheit sowie zur Männer- und Jungengesundheit durchgeführt und Gender und Gesundheit als Querschnittsthema in allen Arbeitsbereichen aufgegriffen wird. 

### Arbeit und Gesundheit
Dieses Arbeitsfeld widmet sich der Beratung von öffentlichen Verwaltungen, um diese bei der Entwicklung eines betrieblichen Gesundheitsmanagements zu unterstützen. 

### Gesundheitsförderung im Gesundheitswesen
Die LVG & AFS unterstützt Einrichtungen des Gesundheitswesens bei der Entwicklung innovativer, gesundheitlicher Versorgungs- und Kooperationsstrukturen und der Umsetzung von Gesundheitsförderung. 

### Evaluation und Praxisforschung
Das Aufgabenfeld der Evaluation und Praxisforschung befasst sich mit der Untersuchung und Optimierung von Strukturen, Prozessen und Ergebnissen von Interventionen der Prävention und Gesundheitsförderung. 

### Psychische Gesundheit
Im Verein stellt die psychische Gesundheit ein Querschnittsthema dar, welchem sich die verschiedenen Arbeitsbereiche widmen.

## Historie
Der Verein wurde 1905 als „Hauptverein für Volkswohlfahrt“ in Hannover gegründet. Anfänglich lagen die Arbeitsschwerpunkte beispielsweise im Bereich der Tuberkulosebekämpfung (Wandertuberkulosemuseum), der Wohnberatungen in ärmlichen Arbeitervierteln sowie Kampagnen zur Stillförderung. Außerdem wurden seit 1922 zwei Kinderkurheime für Kinder aus sozial benachteiligten Familien betrieben. Dieser Arbeitsschwerpunkt war die Hauptaktivität des Hauptvereins für Volkswohlfahrt bis zu seiner Auflösung 1945. Das Vereinsgebäude wurde 1944 durch einen Bombenangriff komplett zerstört und nach dem Krieg erhielt der Verein bereits 1948 wieder seine Zulassung.
Im Zuge der beiden Weltkriege kam es zu häufigen Umbenennungen der Landesvereinigung. Im Jahr 1957 fand eine grundlegende Neuausrichtung statt, die mit der Verabschiedung einer neuen Satzung verbunden war. Nunmehr wurden die Aufgaben eines Landesausschusses für gesundheitliche Volksbelehrung übernommen. Hierzu zählten die vorbeugende Gesundheitspflege und die Durchführung von Seminaren für Mitarbeiter im Gesundheitssektor. 1991 wurde die LVG erneut umstrukturiert und in „Landesvereinigung für Gesundheit Niedersachsen e.V.“ (LVG) umbenannt.
Um an Gesundheitsthemen interessierte Personen besser zu erreichen, gab die LVG Niedersachsen seit 1993 mehrmals pro Jahr die Zeitschrift „impu!se für Gesundheitsförderung“ heraus. Die Auflage beträgt heute 8500 Exemplare pro Ausgabe.
Ab dem Jahr 1994 rückte das Thema Gesundheitsförderung in den Fokus der Aktivitäten, was eine grundlegende Neuerung bedeutete. Der Multiplikatoren- und Netzwerkarbeit wurde nun ein großer Stellenwert eingeräumt. Kennzeichnend hierfür war die Gründung von Arbeitskreisen, zum Beispiel der 1995 ins Leben gerufene Arbeitskreis „Soziale Lage und Gesundheit“. Dieser Thematik widmete sich die LVG unter allen bundesweit existierenden Landesvereinigungen als erstes.
Durch die Neuformulierung des § 20 SGB V im Jahr 1996 wurde Gesundheitsförderung aus dem Leistungskatalog der gesetzlichen Krankenkassen gestrichen. Gesundheitsexperten protestierten gegen diese Novellierung vehement, da Gesundheitsförderung ohne Kassenhilfe nicht finanzierbar war. Um einen Gegenentwurf vorbringen zu können und die Gesundheitsförderung erneut in der Gesetzlichen Krankenversicherung zu verankern, veranstaltete die LVG Niedersachsen in Kooperation mit dem Bundesministerium für Gesundheit 1999 den 2-tägigen Initiativworkshop „Gesundheitsförderung, Prävention und Selbsthilfe als Zukunftsaufgabe der gesetzlichen Krankenversicherung“. Die hier mit zentralen Akteuren aus dem Gesundheitswesen und der Gesundheitswissenschaft entwickelten Empfehlungen fanden Eingang in das Gesetzgebungsverfahren zur Gesundheitsreform im Jahr 2000, in deren Zuge Prävention und Gesundheitsförderung wieder in den Leistungskatalog der Krankenkassen aufgenommen wurde. 
Im Jahr 2008 schloss sich die LVG Niedersachsen mit der Akademie für Sozialmedizin (AFS) zusammen, die bis dato ein unabhängiger Verein war. Dieser widmete sich seit 40 Jahren der Durchführung von Fortbildungen und wissenschaftlichen Veranstaltungen auf dem Gebiet der Sozialmedizin, Prävention und Rehabilitation. Durch die Zusammenlegung entstand der heutige Vereinsname „Landesvereinigung für Gesundheit und Akademie für Sozialmedizin Niedersachsen e. V.“.
Seit 2015 hat die LVG & AFS in enger Abstimmung mit der Landesvereinigung für Gesundheit Bremen e. V. (LVG Bremen) die Projektarbeit in Bremen aufgenommen und stetig ausgebaut. Diese Zusammenarbeit mit Bremer Einrichtungen und Akteuren sollte auch formal um Bremen erweitert werden. Durch den Beschluss zur Auflösung der LVG Bremen im Oktober 2022 sowie der Erweiterung der Satzung der LVG & AFS Niedersachsen, die bereits in der letztjährigen Mitgliederversammlung beschlossen wurde, firmiert der Verein Anfang 2023 als „Landesvereinigung für Gesundheit und Akademie für Sozialmedizin Niedersachsen Bremen e. V.“, kurz: LVG & AFS Nds. HB e. V.